# You Say
«You Say» es una canción de la cantante y compositora estadounidense de música cristiana Lauren Daigle. Es el sencillo principal de su tercer álbum de estudio, Look Up Child. Escrita por Daigle, junto con los productores Paul Mabury y Jason Ingram, fue lanzada como sencillo el 13 de julio de 2018. Alcanzó el puesto 29 en el Billboard Hot 100, su primera entrada en la lista. También alcanzó los diez primeros en Bélgica. También es el tercer n.º 1 de Daigle en la lista Hot Christian Songs. La canción debutó en el puesto 22 en la lista Christian Airplay, convirtiéndose en el mejor comienzo para una canción no festiva de una solista en más de ocho años, desde que «Beautiful, Beautiful» de Francesca Battistelli debutó en el puesto 21 en marzo. 20, 2010. La canción ha pasado 132 semanas en el número 1 de Hot Christian Songs, rompiendo el récord de la mayor cantidad de semanas en el número 1 por una canción.
La canción fue un gran éxito en la radio cristiana, alcanzando el puesto número 1 en múltiples listas diferentes, incluida la lista de radio Christian Adult Contemporary (AC) y la lista Christian AC Indicator. Fue lanzado a la radio convencional el 15 de enero de 2019 por Warner Bros. A partir de ahí, alcanzó las listas Adult Top 40, Adult Contemporary y Mainstream Top 40. Fue la segunda canción cristiana más importante de 2018 en los EE. UU., la canción cristiana más trascendente de 2019 y 2020 en los EE. UU. y la segunda canción cristiana más relevante de toda la década de 2010 en los EE. UU. Está certificado cuatro veces platino en los Estados Unidos.
Ganó el Premio Grammy 2019 a la Mejor Interpretación/Canción de Música Cristiana Contemporánea. También ganó Top Christian Song en los Billboard Music Awards de 2019.

## Fondo
"You Say" fue lanzado el 13 de julio de 2018 como el sencillo principal de su tercer álbum de estudio Look Up Child . La canción fue lanzada a la radio cristiana el 9 de julio. Daigle se sentó para un podcast con Billboard y habló sobre su nuevo sencillo y su próximo álbum. "Sabía que esta sería una canción de mi identidad", dice ella. “'Tú dices que soy amado'. Esa es la verdad." En cuanto al álbum, Daigle dice: "Quiero que este sea un disco de alegría, un disco de esperanza, que la gente vuelva a experimentar la sensación de ser un niño. En el momento de hacer este disco, tuve que recordar quién era cuando era niño. Quiero que la gente reflexione sobre: 'La inocencia de mi infancia... ¿cómo me veo a mí mismo a través de esos ojos otra vez? ¿Cómo me amo así otra vez? ¿Dónde está esa alegría? ¿Dónde está esa esperanza?'" 

## Composición
"You Say" está originalmente en la tonalidad de fa mayor, con un tempo de 74 beats por minuto. Escrita en tiempo común, la canción se basa en una progresión de acordes de F-Am–Dm–B ♭ . El rango vocal de Daigle se extiende desde D 3 a A 4 durante la canción.

## Desempeño comercial
La canción debutó en el puesto 53 en el Billboard Hot 100 en la semana del 28 de julio de 2018. En su novena semana, subió al n.º 44; alcanzó un nuevo pico de n.º 29 en marzo de 2019. Permaneció en la lista durante 43 semanas.
Debutó en el puesto 33 en la lista de canciones cristianas de Billboard en la semana del 21 de julio de 2018. La semana siguiente, saltó al n.º 1, convirtiéndose en el tercer n.º 1 de Daigle en la lista y rompiendo el récord del mayor salto al n.º 1. Desde entonces ha permanecido allí durante 113 semanas, rompiendo el récord de la canción de mayor duración en la historia de la lista que ostentaba «Oceans (Where Feet May Fail)» de Hillsong United.  A partir del 25 de abril de 2019, se ha mantenido en la lista durante 101 semanas. La canción ha pasado 17 semanas en el número 1 de la lista Christian Airplay. La canción también pasó a las listas Canadian Hot 100, New Zealand Hot Singles, Scotland Singles Chart y Belga Ultratip Chart, Francia, Suiza y los Países Bajos.
También debutó en el n.º 5 en la lista Billboard Digital Songs, rompiendo el récord del debut más alto de un artista cristiano contemporáneo con una canción no navideña. Se ubicó en el puesto 50 en la lista "Canciones digitales de fin de década" de Billboard. También pasó a la lista Billboard Adult Top 40, alcanzando el puesto número 5. 
La canción recibió una certificación cuádruple platino de la Recording Industry Association of America (RIAA) el 3 de marzo de 2021.

## Video musical
El 13 de julio de 2018 se lanzó un video musical del sencillo «You Say». El video muestra a Daigle cantando la canción alrededor de una casa con una iluminación suave y dorada. El video tiene más de 254 millones de visitas en YouTube.

## Créditos y personal
Créditos adaptados de Tidal .
- Lauren Daigle - voz, compositor
- Jason Ingram - compositor
- Paul Mabury - compositor
- Joe La Porta - ingeniero de masterización

## Espectáculos en vivo
Daigle interpretó por primera vez el sencillo «You Say» en la clausura de los Premios GMA Dove 2018. También interpretó la canción en Good Morning America. Luego interpretó la canción en Jimmy Kimmel Live! el 26 de febrero de 2019. El 1 de mayo de 2019, Daigle interpretó la canción durante los Billboard Music Awards de 2019. En diciembre de 2020, Daigle interpretó «You Say» en el final de la temporada 19 de The Voice.

## Premios y reconocimientos
| Año  | Organización                | Categoría                                                      | Resultado |
| ---- | --------------------------- | -------------------------------------------------------------- | --------- |
| 2019 | Premios Grammy              | Mejor Canción/Interpretación de Música Cristiana Contemporánea | Ganador   |
| 2019 | Premios Billboard de Música | Top Christian Song                                             | Ganador   |
| 2019 | Premios GMA Dove            | Canción del año                                                | Ganador   |
| 2019 | Premios GMA Dove            | Canción pop/contemporánea grabada del año                      | Nominado  |

## Historial de versiones
| Región         | Fecha               | Formato         | Etiqueta                | Árbitro. |
| -------------- | ------------------- | --------------- | ----------------------- | -------- |
| Estados Unidos | 9 de julio de 2018  | Radio cristiana | Centricity Music        | [ 33 ]   |
| Estados Unidos | 15 de enero de 2019 | Top 40 Radio    | Centricity Warner Bros. | [ 34 ]   |